# Eleição para o Senado federal por Dakota do Sul em 2010
A eleição para o senado do estado americano da Dakota do Sul foi realizada em 2 de novembro de 2010 em simultâneo com as eleições para a câmara dos representantes, para o senado, e para alguns governos estaduais. O senador John Thune foi reeleito com 100% dos votos.
Thune gastou cerca de 6,2 milhões de dólares para se reeleger pela primeira vez.